# Ossidazione di Collins
L'ossidazione di Collins è una reazione organica per l'ossidazione di alcool primari ad aldeidi. Si distingue dalle altre ossidazioni a base di ossido di cromo per l'uso di un reagente di Collins, un complesso di ossido di cromo(VI) con piridina in diclorometano.

## Reazioni di ossidazione simili
Diversi ossidi di cromo sono usati per ossidazioni dello stesso tipo. Tra queste ci sono l'ossidazione di Jones e l'ossidazione di Sarett.